# Вспоминая моих печальных шлюх
«Вспоминая моих печальных шлюх» (исп. Memoria de mis putas tristes) — экранизация повести Габриэля Гарсиа Маркеса «Вспоминая моих грустных шлюх».

## Сюжет
Эль Сабио — журналист, никогда не любивший, всегда плативший за любовь. Своё 90-летие он захотел провести с юной девушкой. Эта встреча пробуждает в нём новые чувства.

## В ролях
| Актёр              | Роль             |
| ------------------ | ---------------- |
| Эмилио Эчеварриа   | Эль Сабио        |
| Джеральдина Чаплин | Роса Кабаркас    |
| Анхела Молина      | Касильда Армента |
| Алехандра Баррос   | Флорина де Диос  |

## Премьера
Мировая премьера фильма — 13 октября 2011 года на МКФ в Рио-де-Жанейро.
Премьера в России — 5 апреля 2012 года.